# Norfolk County (Massachusetts)
Das Norfolk County ist ein County im Bundesstaat Massachusetts der Vereinigten Staaten. Der Verwaltungssitz (County Seat) ist Dedham. Das U.S. Census Bureau hat bei der Volkszählung 2020 eine Einwohnerzahl von 725.981 ermittelt.

## Geographie
Das County hat eine Fläche von 1150 Quadratkilometern, wovon 115 Quadratkilometer Wasserfläche sind. Es grenzt im Uhrzeigersinn an folgende Countys: Middlesex County, Suffolk County, Plymouth County, Bristol County, Providence County (Rhode Island) und Worcester County.

## Geschichte
Norfolk County wurde 1793 aus Teilen von Suffolk County gebildet.

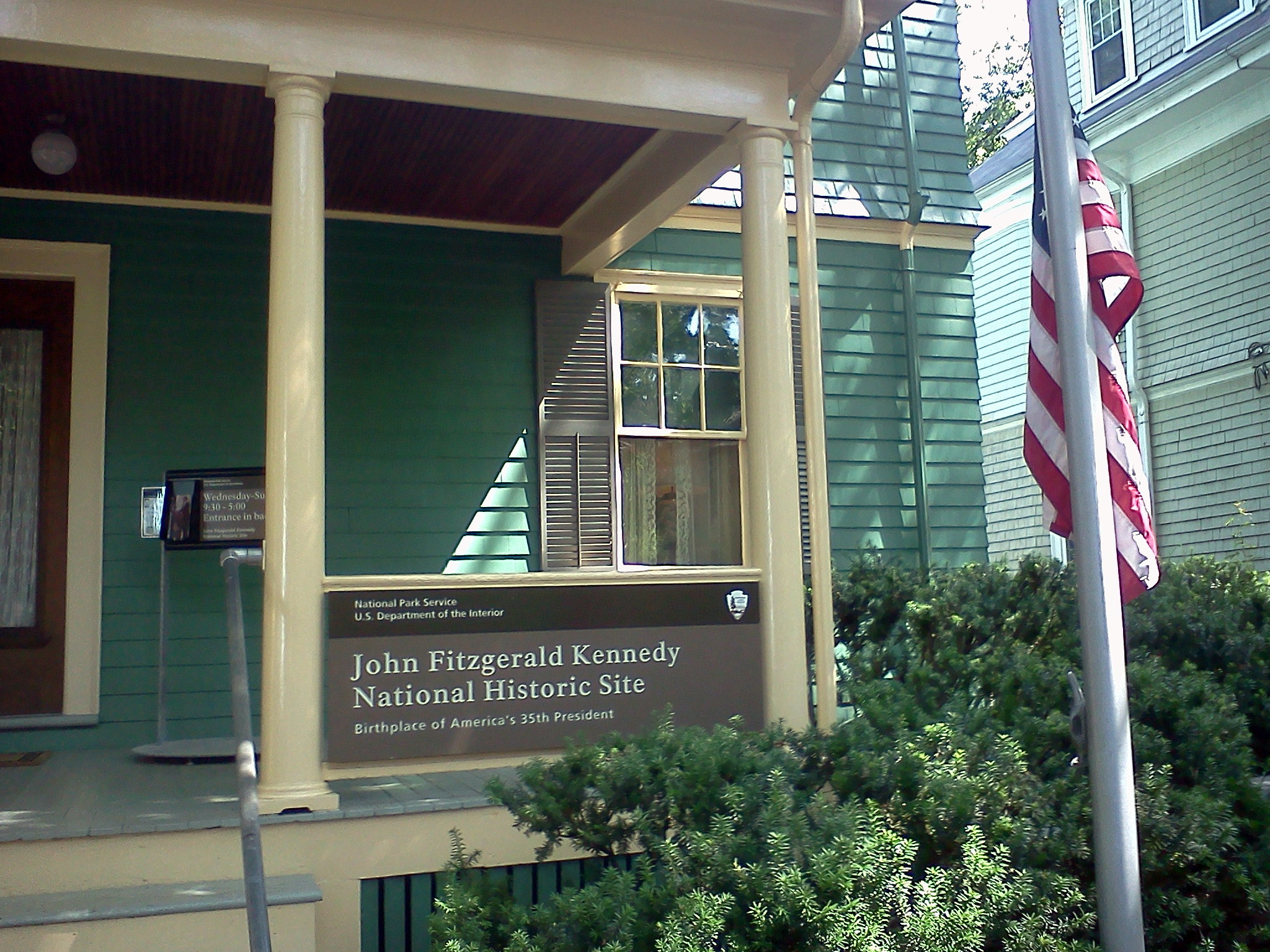
Veranda John Fitzgerald Kennedy National Historic Site (2011)

Im County liegen zwei Orte von herausragender historischer Bedeutung, die als National Historic Site ausgezeichnet sind, die John Fitzgerald Kennedy National Historic Site, bei der es sich um das Geburtshaus von John F. Kennedy handelt, und die Frederick Law Olmsted National Historic Site. Des Weiteren gibt es den Adams National Historical Park, der unter anderem die Geburtshäuser der Präsidenten John Adams und John Quincy Adams umfasst. 14 Stätten haben den Status einer National Historic Landmark. 341 Bauwerke und Orte des Countys sind insgesamt im National Register of Historic Places eingetragen (Stand 17. November 2017).

## Demographie
Laut der Volkszählung im Jahr 2000 lebten im Norfolk County 650.308 Einwohner in 248.827 Haushalten und 165.967 Familien. Die Bevölkerung setzte sich aus 89,02 Prozent Weißen, 3,18 Prozent Afroamerikanern, 5,50 Prozent Asiatischen Amerikanern und 0,13 Prozent Pazifischen Insulanern zusammen. 1,84 Prozent der Bevölkerung waren Hispanics oder Latinos. Das Prokopfeinkommen betrug 32.484 US-Dollar; 2,9 Prozent der Familien sowie 4,6 Prozent der Bevölkerung lebten unter der Armutsgrenze.

## Städte und Gemeinden
| - Avon - Bellingham - Braintree - Brookline - Canton - Cohasset | - Dedham - Dover - Foxborough - Franklin - Holbrook - Medfield | - Medway - Millis - Milton - Needham - Norfolk - Norwood | - Plainville - Quincy - Randolph - Sharon - Stoughton - Walpole | - Wellesley - Westwood - Weymouth - Wrentham |